# Coral dos Meninos de Viena

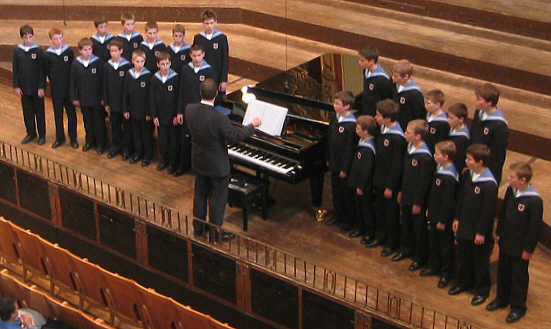
O coral dos meninos de Viena

O Coral dos Meninos de Viena, Coro Infantil de Viena ou Meninos Cantores de Viena (em alemão:  Wiener Sängerknaben) é um coro infantil formado por garotos de voz soprano e alto de Viena, Áustria. 
É um dos corais infantis mais conhecidos no mundo. Os garotos são selecionados principalmente da Áustria, mas há também de muitos países pelo mundo, e são entrevistados individualmente.
Conhecidos por seu elevado padrão vocal, o coral trabalhou com músicos que incluem Wolfgang Amadeus Mozart, Antonio Caldara, Antonio Salieri, Heinrich Isaac, Paul Hofhaimer, Heinrich Ignaz Franz Biber, Johann Joseph Fux, Christoph Willibald Gluck, e Anton Bruckner.

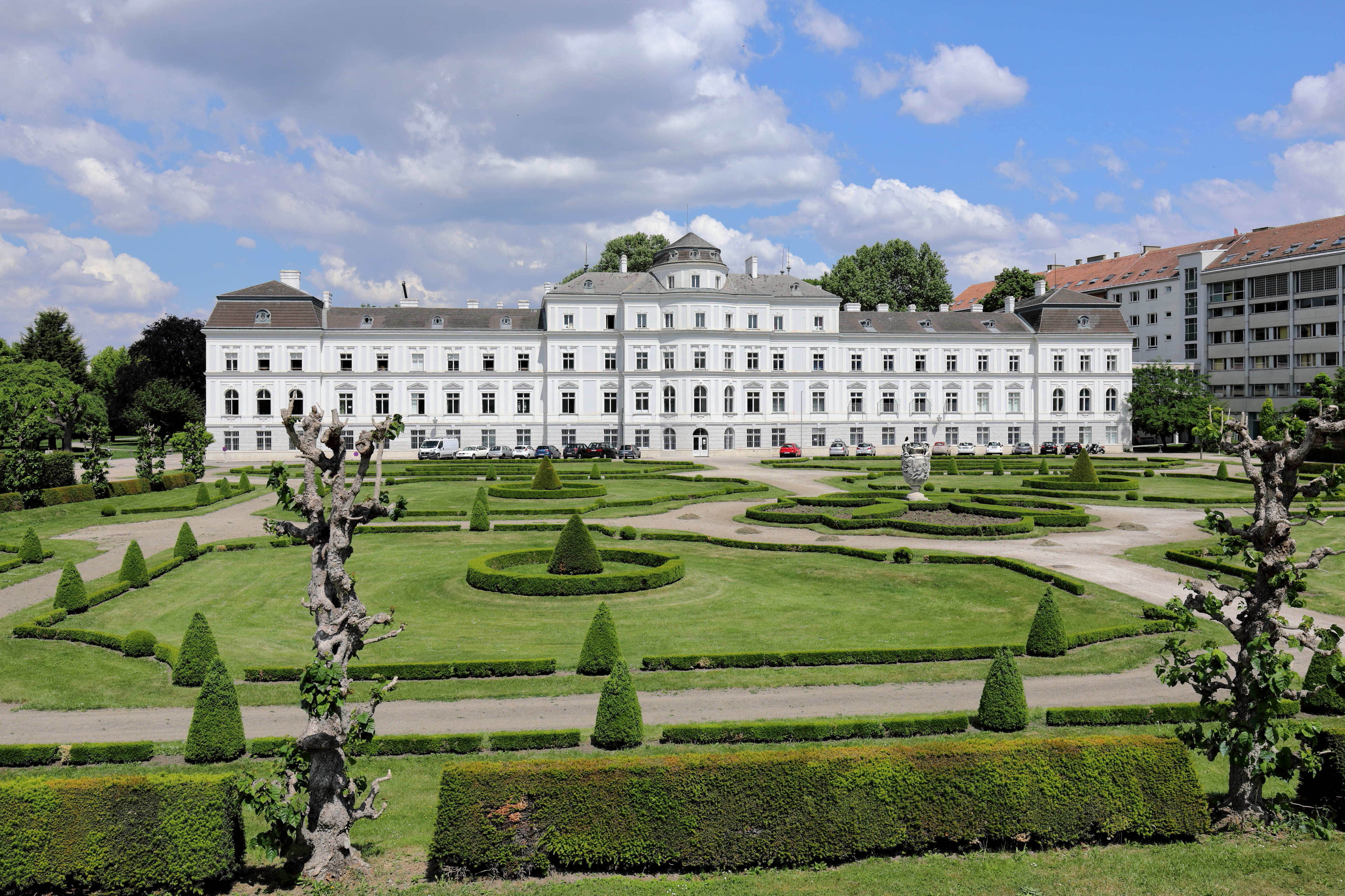
Palácio Augarten

Desde 1948, o Palácio Augarten (foto) serviu como uma escola base para o Coral dos Meninos de Viena.

## História
O coral é descendente moderno do Coral de Garotos da Corte de Vienna, que vem dos tempos da baixa Idade Média. O Coral foi, na prática, criado por uma carta escrita por Maximiliano I de Hamburgo em 7 de julho de 1498. Na carta, o imperador instruiu os oficiais da corte a empregar um mestre de música, dois percussionistas e seis garotos. um esloveno, Jurij Slatkonja, tornou-se o diretor da empreitada. 
O papel do coral (em número entre quatorze e vinte) era prover acompanhamento musical para a missa da igreja. Os garotos receberam uma educação musical sólida, o que em muitos casos tinha um impacto significante no resto de suas vidas, e muitos deles chegaram à ser músicos profissionais. Os compositores Jacobus Gallus, Franz Schubert, e os maestros Hans Richter, Felix Mottl e Clemens Krauss foram membros do coral.
Em 1920 os Hofkapelle (músicos da corte) foram demitidos. No entanto, o então reitor Josef Schnitt procurou uma continuação da tradição. Em 1924 o "Coral dos meninos de Viena" foi oficialmente fundado e evoluiu para um grupo de músicos profissionais. Desde 1948 o Palácio Augarten funciona como seu ponto de encontro e escola base que vai desde o jardim de infância até ao ensino médio.
O coral é uma organização privada e sem fins lucrativos. Há aproximadamente 100 coristas entre os 10 e 14 anos de idade. Os garotos são divididos em quatro grupos de coristas, que realizam cerca de 300 concertos por ano para um público estimado em 500 mil pessoas. Cada turnê dura de nove a onze semanas.
O coral é presidido desde 2001 pelo Dr. Eugen Jesser e também é seu diretor desde 2003. Gerald Wirth tornou-se o diretor artístico do coral em 2001.

## Discografia selecionada

### Natal
- Wiener Sängerknaben Goes Christmas (2003)
- Frohe Weihnacht (Feliz Natal) (1999)
- Natal em Viena / Heiligste Nacht (1990)
- The Little Drummer Boy (o garoto do tamborim) (1990)
- Merry Christmas from the Vienna Choir Boys(Feliz natal do coral dos garotos de Viena) (1982)
- Christmas with the Vienna Choir Boys (Natal do coral dos garotos de Viena) (with Hermann Prey)
- Christmas with the Vienna Boys' Choir, London Symphony Orchestra (Natal do Coral dos garotos de Viena, Orquestra Sinfônica de Londres) (1990)
- Weihnacht mit den Wiener Sängerknaben (Gillesberger 1980)
- Die Wiener Sängerknaben und ihre Schönsten ... (1967)
- Frohe Weihnacht (1960)
- Christmas Angels(Anjos do Natal) (RCA Gold Seal)

### Música POP
- I Am from Austria (2006)
- Wiener Sängerknaben Goes Pop (2002)

## Compositores
- Johann Sebastian Bach
- Ludwig van Beethoven
- Heinrich Ignaz Franz von Biber
- Benjamin Britten
- Anton Bruckner
- Antonio Caldara
- Jacobus Gallus
- Georg Friedrich Händel
- Joseph Haydn
- Wolfgang Amadeus Mozart
- Franz Schubert
- Salomon Sulzer

### Trabalhos menores baseados em antologias
- Anton Bruckner, Christus factus est pro nobis
- Anton Bruckner, Locus iste
- Anton Bruckner, Os justi
- Anton Bruckner, Virga Jesse
- Joseph von Eybler, Omnes de Saba venient
- Gabriel Fauré, Pie Jesu
- Jacobus Gallus, Natus est nobis
- Jacobus Gallus, Pueri concinite
- Jacobus Gallus, Repleti sunt
- Georg Friedrich Händel, Zadok the Priest
- Joseph Haydn, Du bist's, dem Ruhm und Ehre gebühret
- Joseph Haydn, Insanae et vanae curae
- Michael Haydn, Lauft, ihr Hirten allzugleich
- Jacbus de Kerle, Sanctus - Hosanna - Benedictus
- Wolfgang Amadeus Mozart, Kyrie Es-Dur KV 322
- Wolfgang Amadeus Mozart, Kyrie d-moll KV 341
- Wolfgang Amadeus Mozart, Misericordias Domini KV 222
- Wolfgang Amadeus Mozart, Sub tuum praesidium
- Giovanni Nascus, Incipit lamentatio
- Giovanni Pierluigi da Palestrina, Hodie Christus natus est
- Michael Praetorius, In natali Domini
- Franz Schubert, Salve Regina D 386
- Franz Schubert, Tantum ergo D 962
- Franz Schubert, Totus in corde langueo D 136
- Giuseppe Verdi, Laudi alla Vergine Maria
- Giuseppe Verdi, Pater noster
- Tomás Luis de Victoria, O regem coeli
- Tomás Luis de Victoria, Una hora